# Уодина (округ)
Уоди́на (англ. Wadena County) — округ в штате Миннесота, США. Административный центр и крупнейший город — Уодина. По переписи 2000 года в округе проживают 13 713 человек. Площадь — 1406 км², из которых 1385,3 км² — суша, а 20,7 км² — вода. Плотность населения составляет 10 чел./км².

## История
Округ был основан в 1858 году.